# La Croix et le Poignard (film)
Pour l’article homonyme, voir La Croix et le Poignard.
Pour plus de détails, voir Fiche technique et Distribution.
La Croix et le Poignard (anglais : The Cross and the Switchblade) est un drame chrétien américain réalisé par Don Murray, sorti en 1970.

## Synopsis
En 1958, le pasteur pentecôtiste David Wilkerson d’une église des Assemblées de Dieu à Philipsburg est touché par un article du Life Magazine qui parle de sept adolescents qui sont membres d'un gang criminel,,. Seul et avec peu d'argent en poche, il va se rendre à Brooklyn, parfois au péril de sa vie, pour y parler de Jésus aux membres de gang de rue. Une rencontre le marquera particulièrement, celle de Nicky Cruz, un membre d’un gang de rue les « Mau maus ». 

## Fiche technique
- Titre original : The Cross and the Switchblade
- Réalisation : Don Murray
- Scénario : Don Murray, James Bonnet, d'après La Croix et le Poignard de David Wilkerson
- Musique : Ralph Carmichael
- Production : Ken Curtis, Tom Harris, Dick Ross
- Sociétés de production : Gateway Productions
- Société de distribution : Gateway Films
- Pays d'origine :  États-Unis
- Langue originale : anglais
- Format : couleurs
- Genre : drame
- Durée : 106 minutes
- Dates de sortie : États-Unis : 17 juin 1970

## Distribution
- Pat Boone : David Wilkerson
- Erik Estrada : Nicky Cruz
- Jacqueline Giroux : Rosa
- Dino DeFilippi : Israel
- Jo-Ann Robinson : Little Bo
- Gil Frazier : Big Cat

## Réception

### Box-office
Le film a été un succès au box-office et a été diffusé en 30 langues dans 150 pays.